# Dolmen de Bleigny-le-Carreau
Le dolmen de Bleigny-le-Carreau est une pierre mystérieuse située à Bleigny-le-Carreau, dans le département de l'Yonne en France

## Historique
La pierre est classée au titre des monuments historiques par décret ministériel du 3 janvier 1889.

## Description
La pierre est constituée d'un bloc de grès ferrugineux, de forme sphérique se trouve en bordure de chemin, à proximité d'une ancienne voie romaine de type "Agrippa". Elle a été improprement classée comme dolmen.